# 1890 na música

## Eventos
- 20 de Janeiro - O Hino Nacional do Brasil, composto por Francisco Manuel da Silva, é oficializado.
- 2 de Fevereiro - O actual hino nacional português, "A Portuguesa", é executado pela primeira vez, num sarau realizado em Lisboa.

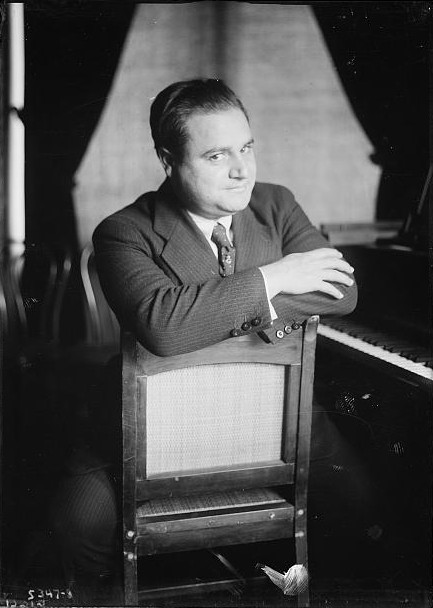
Beniamino Gigli.

## Nascimentos
| Data          | Nome                   | Profissão  | Nacionalidade | Observações | Ref |
| ------------- | ---------------------- | ---------- | ------------- | ----------- | --- |
| 20 de Março   | Beniamino Gigli        | tenor      | Itália        | m. 1957     |     |
| 12 de Outubro | Luís de Freitas Branco | compositor | Portugal      | m. 1955     |     |

## Mortes
| Data          | Nome           | Profissão               | Nacionalidade | Observações | Ref |
| ------------- | -------------- | ----------------------- | ------------- | ----------- | --- |
| 6 de Maio     | Hubert Léonard | violinista e compositor | Bélgica       | n. 1819     |     |
| 8 de Novembro | César Franck   | compositor              | Alemanha      | n. 1822     |     |